# Igreja de Santo Inácio do Colégio dos Jesuítas do Morro do Castelo

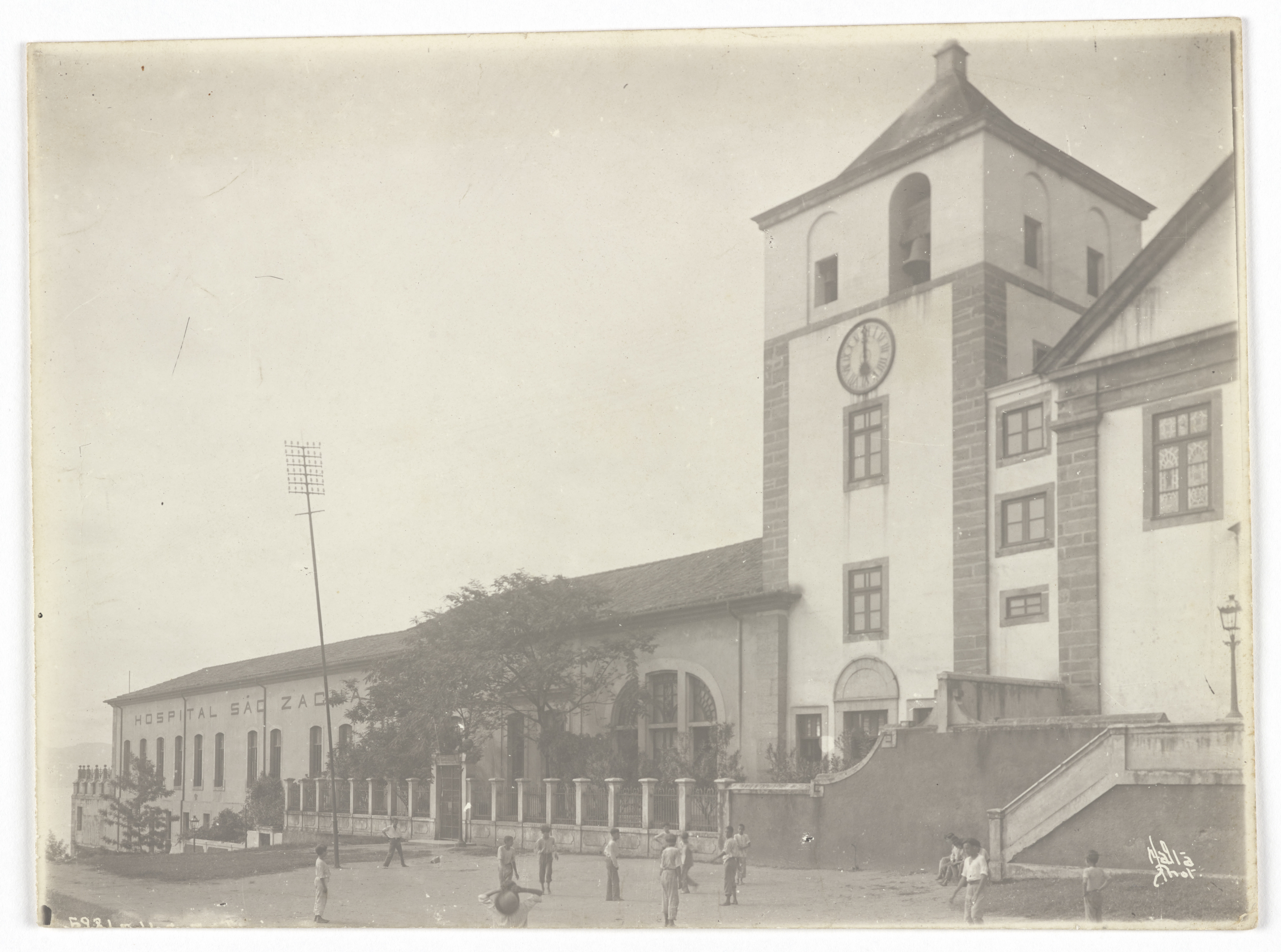
Igreja de Santo Inácio ou dos Jesuítas, no Morro do Castelo, ao lado do Hospital São Zacharias, antigo Colégio dos Jesuítas

A Igreja de Santo Inácio do Colégio dos Jesuítas do Morro do Castelo foi um edifício religioso, iniciado mas nunca concluído pelos jesuítas, do Rio de Janeiro. 

## História
Começou a ser construída no Morro do Castelo, dentro das dependências do Colégio dos Jesuítas inaugurado em 1567, sob o comando do padre Manuel da Nóbrega. 
O Colégio após a expulsão dos jesuítas do Brasil em 1759, se tornou o Hospital Militar da Corte, onde em 1808 foi fundada e funcionou a Faculdade de Medicina, uma das primeiras do Brasil. Após a Independência, o Hospital ganhou o nome de São Zacharias, até ser demolido junto com o Morro do Castelo em 1922. Partes do edifício, como seu sino, estão preservadas no Colégio Santo Inácio, em Botafogo.

## Galeria

A torre da igreja ao centro, durante a demolição do Morro do Castelo
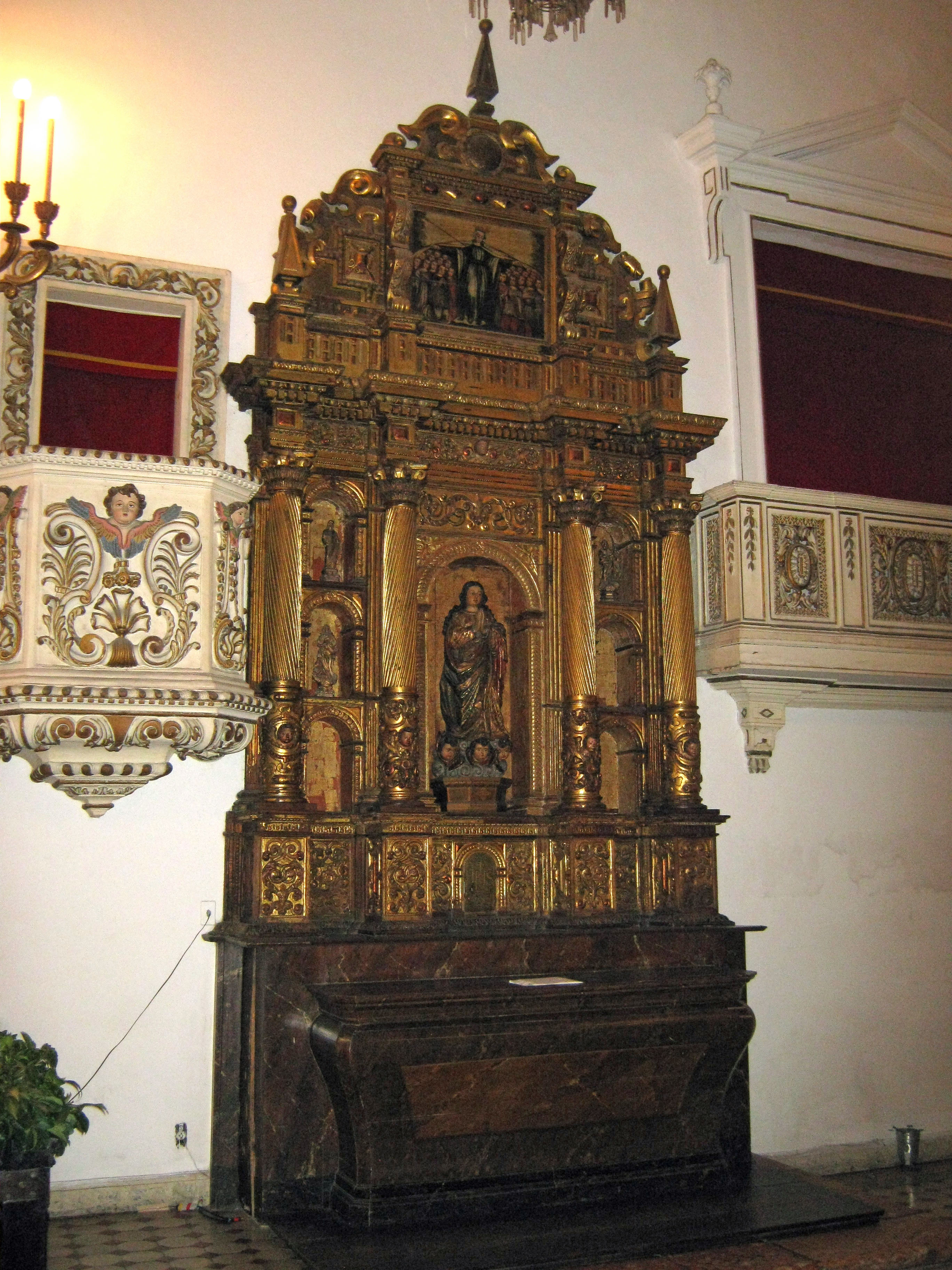
Altar maneirista do século XVI pertencentes ao antigo Colégio dos Jesuítas removido em 1922, para o interior da Igreja de Nossa Senhora do Bonsucesso.
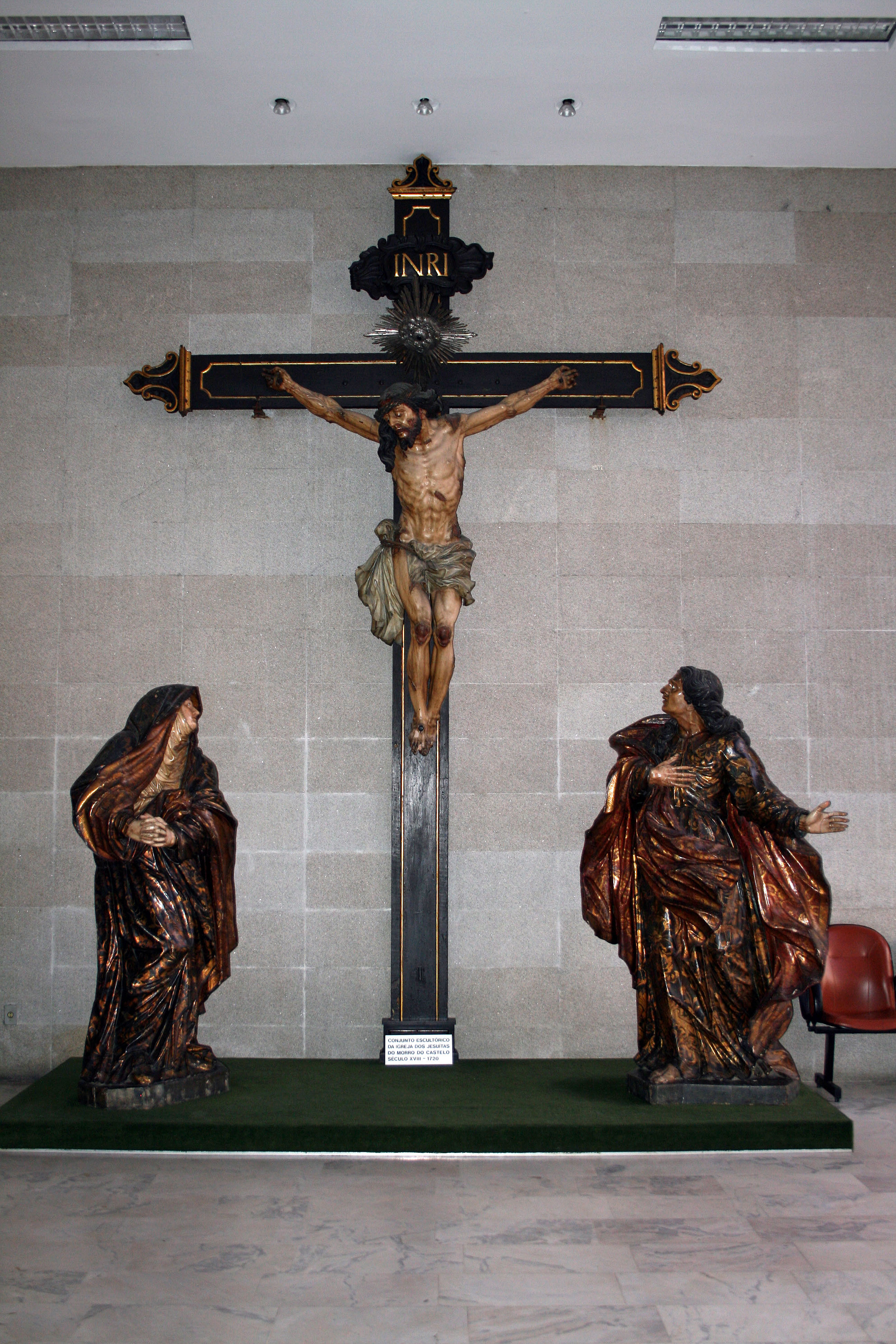
Conjunto Escultórico da antiga Igreja de Santo Inácio, no Colégio de Santo Inácio.
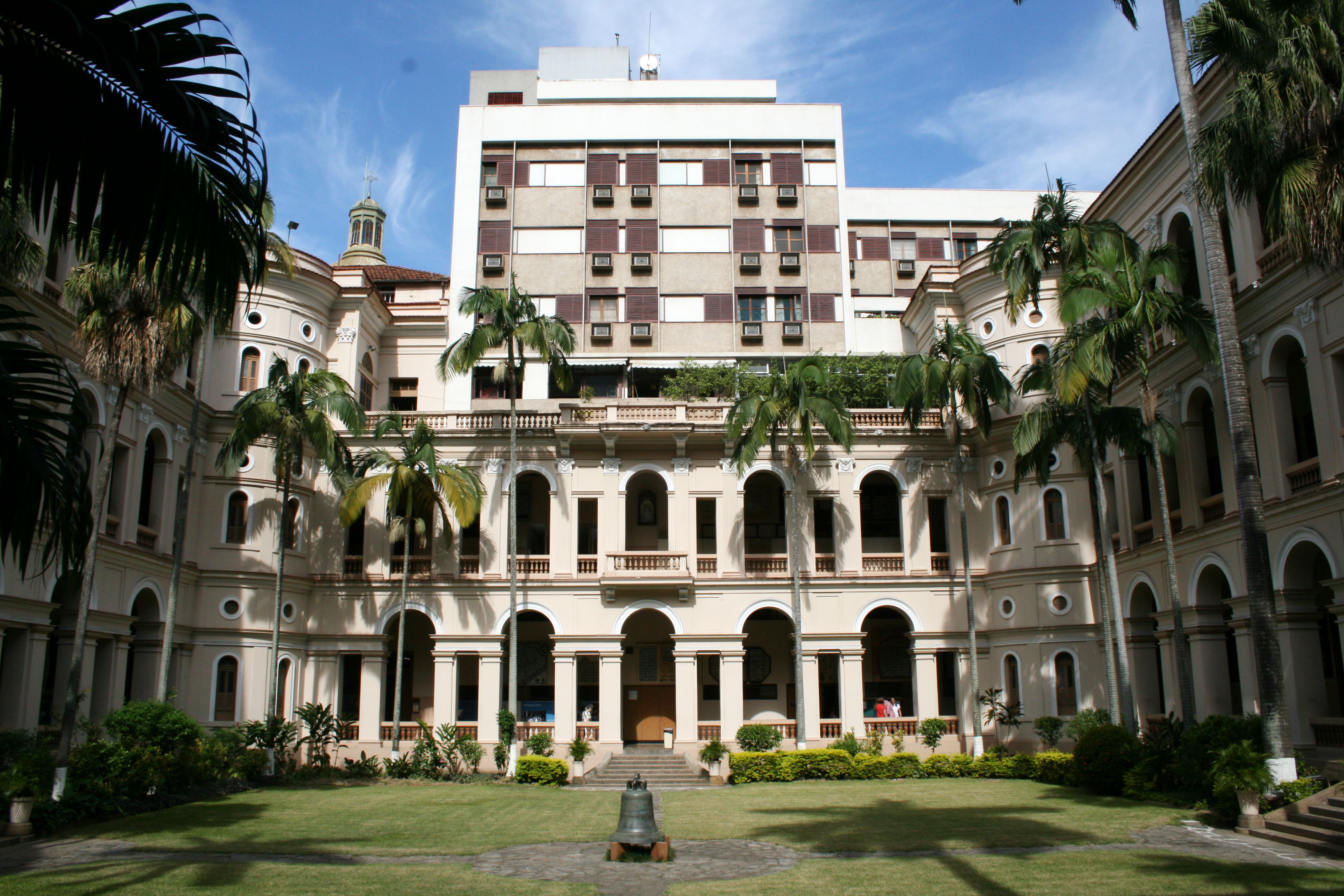
Pátio com o antigo sino da igreja, no Colégio Santo Inácio.